# 1991 na televisão
Nesta página encontram-se os fatos, estreias e términos sobre televisão que aconteceram durante o ano de 1991.

## Eventos

### Janeiro
- 18 de janeiro–27 de janeiro — A Rede Globo transmite a 2.ª edição do Rock in Rio.

### Fevereiro
- 1 de fevereiro — A TV Mirante deixa o SBT e torna-se afiliada da Rede Globo em São Luís, Maranhão.
- 2 de fevereiro — É inaugurada a TV Oeste, afiliada da Rede Globo em Barreiras, Bahia.
- 8 de fevereiro — É inaugurada a TV Terra, afiliada da Rede Globo em Tangará da Serra, Mato Grosso.

### Março
- 13 de março — É inaugurada a TV Rio Negro, afiliada da Rede Bandeirantes em Manaus, Amazonas.
- 19 de março — Enchente causada por forte temporal atinge os estúdios do SBT. Vários equipamentos são destruídos, arquivos perdidos, e a programação saiu do ar por alguns minutos.

### Abril
- 1 de abril
  - Na Rede Globo, o Bom Dia Brasil ganha novo cenário.
  - Na Rede Globo, o Jornal Hoje ganha nova vinheta de abertura, trilha sonora e cenário.
- 15 de abril — É inaugurada a TV Candelária, afiliada da Rede Record em Porto Velho, Rondônia.
- 22 de abril
  - Na Rede Globo, o Bom Dia Brasil ganha nova vinheta de abertura, grafismos e cenário.

### Maio
- 12 de maio — É inaugurada a TV Sociedade em Belo Horizonte, Minas Gerais.

### Julho
- 6 de julho–21 de julho — A Rede Globo transmite a Copa América de 1991.
- 14 de julho — A TV Corcovado que fazia parte do Grupo Silvio Santos, controlada através do empresário Guilherme Stoliar, sobrinho de Silvio Santos, é vendida pelo empresário José Carlos Martinez, dono da Rede OM.

### Agosto
- 1 de agosto
  - É inaugurada a TV Asa Branca, afiliada da Rede Globo em Caruaru, Pernambuco.
  - É inaugurada a TV Grande Rio, afiliada da Rede Globo em Petrolina, Pernambuco.
- 5 de agosto — É inaugurada a TV Tambaú, afiliada da Rede Manchete em João Pessoa, Paraíba.

### Setembro
- 12 de setembro
  - É inaugurada a TV Cidade Verde, afiliada do SBT em Cuiabá, Mato Grosso.
  - É inaugurada a TV Caburaí, afiliada da Rede Bandeirantes em Boa Vista, Roraima.

### Outubro
- 11 de outubro — É inaugurada a TV Tropical, afiliada do SBT em Boa Vista, Roraima.
- 19 de outubro — Entram no ar os quatro canais da programadora Globosat: Globosat News Television, Multishow, TopSport e Telecine.

### Novembro
- 9 de novembro — É inaugurada a TV Pampa Centro, afiliada da Rede Manchete em Santa Maria, Rio Grande do Sul.
- 15 de novembro
  - É inaugurada a TV Interior, afiliada do SBT em Araçatuba, São Paulo.
  - É inaugurada a TV Tribuna, afiliada da Rede Bandeirantes em Recife, Pernambuco.
- 26 de novembro — É inaugurada a TV Imperial, afiliada da Rede Record em Boa Vista, Roraima.

## Programas

### Brasil

#### Janeiro
- 11 de janeiro — Termina Sassaricando no Vale a Pena Ver de Novo na Rede Globo.
- 14 de janeiro — Reestreia Top Model no Vale a Pena Ver de Novo na Rede Globo.
- 15 de janeiro — Estreia Gás Total na MTV Brasil.
- 16 de janeiro — Estreia Filhos do Sol na Rede Manchete.

#### Fevereiro
- 9 de fevereiro — Termina Filhos do Sol na Rede Manchete.

#### Março
- 2 de março — Termina Bozo no SBT.
- 4 de março — Estreia Ilha das Bruxas na Rede Manchete.
- 5 de março — Estreia Note e Anote na Rede Record.
- 28 de março — Termina Ilha das Bruxas na Rede Manchete.
- 29 de março — Termina Araponga na Rede Globo.
- Dia desconhecido — Estreia A Dama de Rosa no Multishow.

#### Abril
- 1 de abril — Estreia Jornal da Cultura 60 Minutos na TV Cultura.
- 3 de abril — Estreia Estados Anysios de Chico City na Rede Globo.
- 6 de abril — Estreia Os Simpsons na Rede Globo.
- 9 de abril — Estreia Programa Legal no Terça Nobre na Rede Globo.
- 15 de abril — Estreia O Farol na Rede Manchete.
- 16 de abril — Estreia Dóris para Maiores no Terça Nobre na Rede Globo.

#### Maio
- 2 de maio — Termina O Farol na Rede Manchete.
- 5 de maio — Estreia Topa Tudo por Dinheiro no SBT.
- 7 de maio — Estreia Meu Marido na Rede Globo.
- 13 de maio — Estreia Na Rede de Intrigas na Rede Manchete.[1]
- 14 de maio — Termina Brasileiras e Brasileiros no SBT.
- 17 de maio
  - Termina Meu Bem, Meu Mal na Rede Globo.
  - Termina Meu Marido na Rede Globo.
- 20 de maio
  - Estreia Aqui Agora no SBT.
  - Estreia Carrossel no SBT.
  - Estreia Rosa Selvagem no SBT.
  - Estreia O Dono do Mundo na Rede Globo.
  - Estreia Jornal do SBT no SBT.
- 31 de maio — Termina Barriga de Aluguel na Rede Globo.

#### Junho
- 3 de junho — Estreia Salomé na Rede Globo.
- 4 de junho — Estreia O Sorriso do Lagarto na Rede Globo.
- 13 de junho — Termina Na Rede de Intrigas na Rede Manchete.

#### Julho
- 1 de julho — Estreia Floradas na Serra na Rede Manchete.
- 5 de julho — Termina Top Model no Vale a Pena Ver de Novo na Rede Globo.
- 6 de julho — Estreia Show do Mallandro na Rede Globo.
- 8 de julho — Reestreia Cambalacho no Vale a Pena Ver de Novo na Rede Globo.
- 13 de julho — Termina Lua Cheia de Amor na Rede Globo.
- 15 de julho — Estreia Vamp na Rede Globo.
- 20 de julho — Estreia Sabadão Sertanejo no SBT.
- 27 de julho—28 de julho — A Rede Globo exibe o especial Trapalhões 25 Anos - Festa da Amizade.

#### Agosto
- 19 de agosto
  - Estreia Festolândia no SBT.
  - Estreia Plantão da Globo na Rede Globo.
  - Estreia O Guarani na Rede Manchete.
  - Estreia Programa Livre no SBT.
- 21 de agosto — Estreia Grande Pai no SBT.
- 23 de agosto — Estreia Cocktail no SBT.
- 30 de agosto — Termina O Sorriso do Lagarto na Rede Globo.

#### Setembro
- 7 de setembro — Termina Mariane no SBT.
- 9 de setembro
  - Estreia Glub-Glub na TV Cultura.
  - Estreia Simplesmente Maria no SBT.
- 10 de setembro — Estreia O Portador na Rede Globo.
- 20 de setembro — Termina O Portador na Rede Globo.
- 28 de setembro — Termina Rosa Selvagem no SBT.

#### Outubro
- 1 de outubro — Estreia Quinze Anos no SBT.
- 6 de outubro — Estreia Mundo da Lua na TV Cultura.
- 7 de outubro — Estreia Felicidade na Rede Globo.
- 13 de outubro — Termina A História de Ana Raio e Zé Trovão na Rede Manchete.
- 15 de outubro — Estreia O Fantasma da Ópera na Rede Manchete.

#### Novembro
- 29 de novembro — Termina O Fantasma da Ópera na Rede Manchete.

#### Dezembro
- 2 de dezembro
  - Termina Quinze Anos no SBT.
  - Estreia Ambição no SBT.
- 9 de dezembro — Estreia Paixão e Ódio na Rede Manchete.
- 10 de dezembro — Estreia Amazônia na Rede Manchete.
- 11 de dezembro — Termina Estados Anysios de Chico City na Rede Globo.
- 13 de dezembro — Termina Cambalacho no Vale a Pena Ver de Novo na Rede Globo.
- 16 de dezembro — Reestreia Fera Radical no Vale a Pena Ver de Novo na Rede Globo.
- 17 de dezembro — Termina Dóris para Maiores no Terça Nobre na Rede Globo.
- 18 de dezembro — A Rede Globo exibe o Especial Chitãozinho & Xororó.
- 25 de dezembro — A Rede Globo exibe o especial Roberto Carlos: Viva Luz.
- 27 de dezembro — A Rede Globo exibe o Especial Leandro & Leonardo.
- 28 de dezembro — A Rede Globo exibe o Especial Zezé di Camargo & Luciano.
- 31 de dezembro
  - A Rede Globo exibe a sua Retrospectiva 91.
  - A Rede Globo exibe o Réveillon do Faustão.

### Estados Unidos

#### Janeiro
- 3 de janeiro — Estreia Blossom na NBC.

#### Abril
- 26 de abril — Estreia Dinosaurs (no Brasil: Família Dinossauros) na ABC.

#### Maio
- 3 de maio — Termina Dallas na CBS.

#### Agosto
- 11 de agosto
  - Estreia Doug na Nickelodeon.
  - Estreia Rugrats (no Brasil: Rugrats, os Anjinhos) na Nickelodeon.

### Argentina

#### Maio
- 6 de maio — Estreia El show de Xuxa na Telefe.

## Nascimentos
| Data            | Nome                           | Profissão                                             | Nacionalidade  | Observações | Ref |
| --------------- | ------------------------------ | ----------------------------------------------------- | -------------- | ----------- | --- |
| 4 de janeiro    | Charles Melton                 | ator                                                  | Estados Unidos |             |     |
| 12 de janeiro   | Pixie Lott                     | cantora, compositora e atriz                          | Reino Unido    |             |     |
| 30 de janeiro   | Igor Cosso                     | ator                                                  | Brasil         |             |     |
| 10 de fevereiro | Emma Roberts                   | atriz                                                 | Estados Unidos |             |     |
| 8 de março      | Devon Werkheiser               | ator                                                  | Estados Unidos |             |     |
| 9 de março      | Thiago Farias                  | ator e dublador                                       | Brasil         |             |     |
| 26 de março     | Jéssika Alves                  | atriz e apresentadora                                 | Brasil         |             |     |
| 29 de março     | Hayley McFarland               | atriz                                                 | Estados Unidos |             |     |
| 3 de abril      | Hayley Kiyoko                  | atriz                                                 | Estados Unidos |             |     |
| 4 de abril      | Lucas Lucco                    | cantor                                                | Brasil         |             |     |
| 4 de abril      | Jamie Lynn Spears              | atriz                                                 | Estados Unidos |             |     |
| 23 de abril     | Eli Ferreira                   | atriz                                                 | Brasil         |             |     |
| 29 de abril     | Evaldo Macarrão                | ator                                                  | Brasil         |             |     |
| 15 de maio      | DJ Ivis                        | cantor, compositor, produtor musical, tecladista e DJ | Brasil         |             |     |
| 17 de maio      | Daniel Curtis Lee              | ator                                                  | Estados Unidos |             |     |
| 22 de maio      | Sophia Abrahão                 | atriz, ex-modelo e cantora                            | Brasil         |             |     |
| 22 de maio      | Bárbara Evans                  | atriz e modelo                                        | Brasil         |             |     |
| 26 de maio      | Hungria Hip Hop                | rapper, cantor, compositor e empresário               | Brasil         |             |     |
| 5 de junho      | Robson Dellarck                | ator e diretor                                        | Brasil         |             |     |
| 18 de junho     | Willa Holland                  | atriz                                                 | Estados Unidos |             |     |
| 26 de junho     | Jesuíta Barbosa                | ator                                                  | Brasil         |             |     |
| 28 de junho     | Seohyun                        | cantora e atriz                                       | Coreia do Sul  |             |     |
| 5 de julho      | Jason Dolley                   | ator                                                  | Estados Unidos |             |     |
| 9 de julho      | Mitchel Musso                  | ator e músico                                         | Estados Unidos |             |     |
| 10 de julho     | Carol Duarte                   | atriz                                                 | Brasil         |             |     |
| 16 de julho     | Alexandra Shipp                | atriz                                                 | Estados Unidos |             |     |
| 26 de julho     | Pérola Faria                   | atriz                                                 | Brasil         |             |     |
| 26 de agosto    | Alok e Bhaskar                 | DJs                                                   | Brasil         |             |     |
| 28 de agosto    | Humberto Carrão                | ator                                                  | Brasil         |             |     |
| 28 de agosto    | Kyle Massey                    | ator e cantor                                         | Estados Unidos |             |     |
| 28 de agosto    | Ricky Tavares                  | ator                                                  | Brasil         |             |     |
| 3 de setembro   | Maurício Destri                | ator                                                  | Brasil         |             |     |
| 9 de setembro   | Yang Yang                      | ator                                                  | China          |             |     |
| 14 de setembro  | Nana                           | atriz                                                 | Coreia do Sul  |             |     |
| 16 de setembro  | Jéssica Esteves                | apresentadora                                         | Brasil         |             |     |
| 17 de setembro  | Victor Sparapane               | ator                                                  | Brasil         |             |     |
| 19 de setembro  | Aline Dias                     | atriz                                                 | Brasil         |             |     |
| 3 de outubro    | Debby Lagranha                 | atriz e apresentadora                                 | Brasil         |             |     |
| 5 de outubro    | Xiao Zhan                      | ator                                                  | China          |             |     |
| 10 de outubro   | Lali Espósito                  | atriz e cantora                                       | Argentina      |             |     |
| 10 de outubro   | Zhang Yixing                   | ator e cantor                                         | China          |             |     |
| 11 de outubro   | Miguel Ângelo Monteiro Andrade | político                                              | Brasil         |             |     |
| 11 de novembro  | Christa B. Allen               | atriz                                                 | Estados Unidos |             |     |
| 15 de novembro  | Shailene Woodley               | atriz                                                 | Estados Unidos |             |     |
| 24 de novembro  | Arlindo Neto                   | cantor                                                | Brasil         |             |     |
| 26 de novembro  | Bernardo Castro Alves          | ator                                                  | Brasil         |             |     |
| 27 de novembro  | Cynthia Senek                  | atriz                                                 | Brasil         |             |     |
| 3 de dezembro   | Shanley Caswell                | atriz                                                 | Estados Unidos |             |     |
| 17 de dezembro  | Nadech Kugimiya                | ator                                                  | Tailândia      |             |     |
| 24 de dezembro  | Taylor Zakhar Perez            | ator                                                  | Estados Unidos |             |     |
| 26 de dezembro  | Eden Sher                      | atriz                                                 | Estados Unidos |             |     |

## Mortes
| Data           | Nome              | Profissão                  | Nacionalidade                         | Observações | Ref |
| -------------- | ----------------- | -------------------------- | ------------------------------------- | ----------- | --- |
| 19 de janeiro  | Olney Cazarré     | ator, humorista e dublador | Brasil                                | n. 1945     |     |
| 30 de março    | Ivete Bonfá       | atriz                      | Brasil                                | n. 1940     |     |
| 10 de abril    | Wilma Dias        | atriz e bailarina          | Brasil                                | n. 1954     |     |
| 4 de junho     | Chiquinho Brandão | ator                       | Brasil                                | n. 1952     |     |
| 14 de junho    | Peggy Ashcroft    | atriz                      | Reino Unido da Grã-Bretanha e Irlanda | n. 1907     |     |
| 15 de setembro | Ney Galvão        | estilista e apresentador   | Brasil                                | n. 1952     |     |
| 2 de novembro  | Décio Roberto     | ator                       | Brasil                                | n. 1958     |     |